# توتیر
توتیر (به زبان آسی : Тутыр) ارباب گرگ ها در اساطوره های آسی است. او اغلب به آنها اختیار می دهد، اما گاهی اوقات به آن ها گرسنگی می دهد. نام "توتیر" از نام سنت تئودور تیرون گرفته شده است.

گفته می شود که توتیر اغلب با حامی گوسفند فلورا در ستیز است.
آسی ها معتقد بودند که گرگ‌ها بدون اراده توتیر نمی‌توانند به دام‌ها حمله کنند و در زمانی که گرگ‌ها به دام‌ها حمله می‌کنند، توتیر را فرا می خواندند که منجر به فرار گرگ‌ها شود. همچنین برای خشنودی توتیر بز و قوچ قربانی می کردند و می پنداشتند اگر این کار را انجام ندهند باعث می شود توتیر به گرگ ها دستور بدهد به چهارپایان و حتی انسان ها حمله کننند. 
توتیر در حماسه نارت یکی از دوستان نارت ها است که بارها به ان ها کمک کرده است. به عنوان مثال، سوسلان نیروی خود را از شیر گرگ گرفته بود.